# Угаров, Борис Сергеевич
Бори́с Серге́евич Уга́ров (6 февраля 1922, Петроград — 2 августа 1991, Ленинград) — русский советский живописец и график, мастер историко-жанровой картины, пейзажист и портретист, педагог, кандидат искусствоведения (1954), профессор (1971). Президент Академии художеств СССР (1983—1991). Академик АХ СССР (1978; член-корреспондент 1973). Член-корреспондент Академии искусств ГДР (1986). Народный художник СССР (1982). Лауреат Государственной премии СССР (1985) и Государственной премии РСФСР им. Репина (1976). Участник Великой Отечественной войны.

## Биография
Родился 6 февраля 1922 года в Петрограде в рабочей семье.
В войну добровольцем ушёл в народное ополчение. Затем служил артиллеристом-наводчиком, участвовал в боях на Ленинградском и Волховском фронтах, в Карелии и на Дальнем Востоке.
После демобилизации в 1945 году поступил в Ленинградский институт живописи, скульптуры и архитектуры имени И. Е. Репина, занимался у В. М. Орешникова, А. А. Мыльникова. В 1951 году окончил институт по мастерской И. Э. Грабаря с присвоением звания художника живописи. Дипломная работа — картина «Колхозная весна». После окончания института в 1951—1954 годах занимался в аспирантуре под руководством А. М. Герасимова.

Картина «Ленинградка», 1961. Государственный Русский музей

Могила Угарова на Литераторских мостках в Санкт-Петербурге.

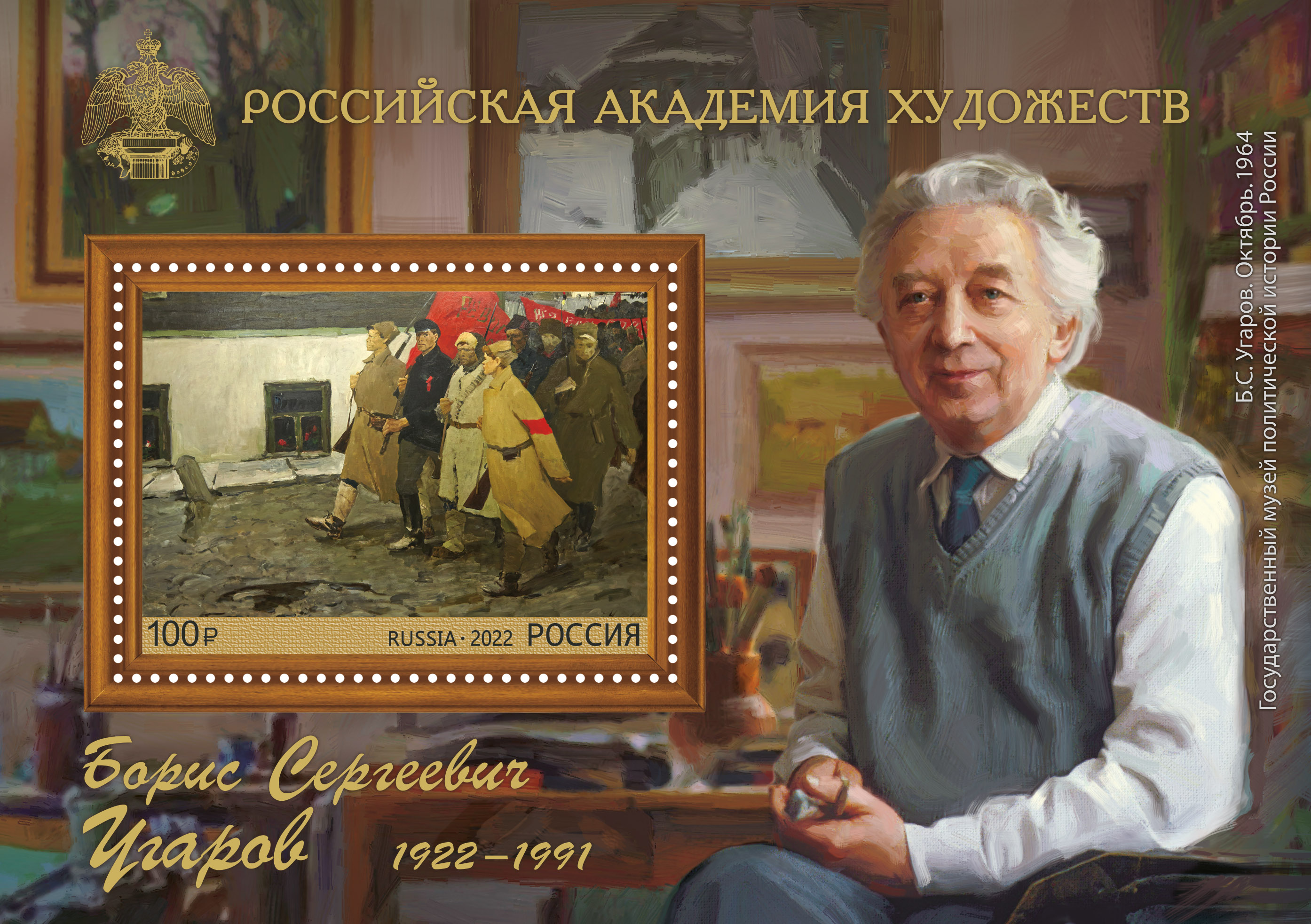
Почтовый блок, выпущенный Почтой России в 2022 году к столетию со дня рождения художника

С 1951 года участвовал в выставках. Писал жанровые и исторические картины, портреты, пейзажи, натюрморты. Среди наиболее известных произведений художника картины «Ленинградка» (1961, ГРМ), «В колхоз. Год 1929-й» (1954, Музей Академии художеств), «Возрождение» (1980, ГРМ).
С 1952 года начал преподавательскую работу в Институте живописи, скульптуры и архитектуры имени И. Е. Репина. С 1977 года — ректор института. Руководитель мастерской станковой живописи (с 1979), творческой мастерской (с 1987). Кандидат искусствоведения (1954), профессор (1971).
Его произведения находятся в ГРМ, ГТГ, в музеях и частных собраниях в России, Финляндии, КНР, Японии, Великобритании, Франции и других странах.
Вёл большую общественную работу. В 1952 году принят в члены Ленинградского Союза советских художников. С 1975 года — председатель правления ЛОСХ РСФСР, занимал этот пост до 1979 года.
С 1978 года — действительный член АХ СССР. В 1983 году был избран Президентом АХ СССР. Занимал этот пост до 1991 года.
Почётный член общества деятелей изобразительного искусства Австрии (1983), член бюро Советского фонда Рерихов (1989—1991).
Член КПСС с 1983 года. Делегат XXVII съезда КПСС. Депутат Верховного Совета РСФСР 11-го созыва.
В 1989―1991 годах избран Народным депутатом СССР от Академии художеств СССР и членом Комиссии Совета Национальностей по национальной политике и межнациональным отношениям.
Скончался 2 августа 1991 года. Похоронен в Санкт-Петербурге на Литераторских мостках Волкова кладбища.

## Семья
- Сын — Андрей Угаров
- Дочь — Татьяна Бушмина[7].

## Награды и звания
- Заслуженный художник РСФСР (1982)
- Народный художник РСФСР (1982)
- Народный художник СССР (1982)
- Государственная премия СССР (1985) — за картину «Возрождение» (1980)
- Государственная премия РСФСР имени И. Е. Репина (1976) — за картины «За землю, за волю», «Июнь. 1941», «Земля»
- Орден Отечественной войны II степени (1985)
- Орден Красной Звезды (1944)
- Медаль «За победу над Германией в Великой Отечественной войне 1941-1945 гг.» (1945)
- Медаль «За победу над Японией»
- Медаль «За боевые заслуги» (1943)
- Медаль «За оборону Ленинграда» (1943)
- Медаль «За оборону Советского Заполярья» (1945)
- Медаль «В память 250-летия Ленинграда»
- Золотая медаль АХ СССР (1971).

## Выставки
- 1960 год (Ленинград): Выставка произведений ленинградских художников 1960 года.
- 1960 год (Ленинград): Выставка произведений ленинградских художников.
- 1961 год (Ленинград): Выставка произведений ленинградских художников 1961 года.
- 1964 год (Ленинград): Ленинград. Зональная выставка.
- 1967 год (Москва): Советская Россия. Третья Республиканская художественная выставка.
- 1971 год (Ленинград): Наш современник. Каталог выставки произведений ленинградских художников 1971 года.
- 1975 год (Ленинград): Наш современник. Зональная выставка произведений ленинградских художников.
- 1975 год (Москва): Советская Россия. Пятая республиканская выставка.
- 1977 год (Ленинград): Выставка произведений ленинградских художников, посвящённая 60-летию Великого Октября.
- 1978 год (Ленинград): Осенняя выставка произведений ленинградских художников.
- 1980 год (Ленинград): Зональная выставка произведений ленинградских художников.